# Jane Maria Strachey
Jane Maria Strachey, nota anche con lo pseudonimo di Lady Strachey (Oceano Atlantico, 13 marzo 1840 – 14 dicembre 1928), è stata un'attivista, scrittrice e suffragetta britannica, sostenitrice del diritto di voto delle donne.

## Biografia

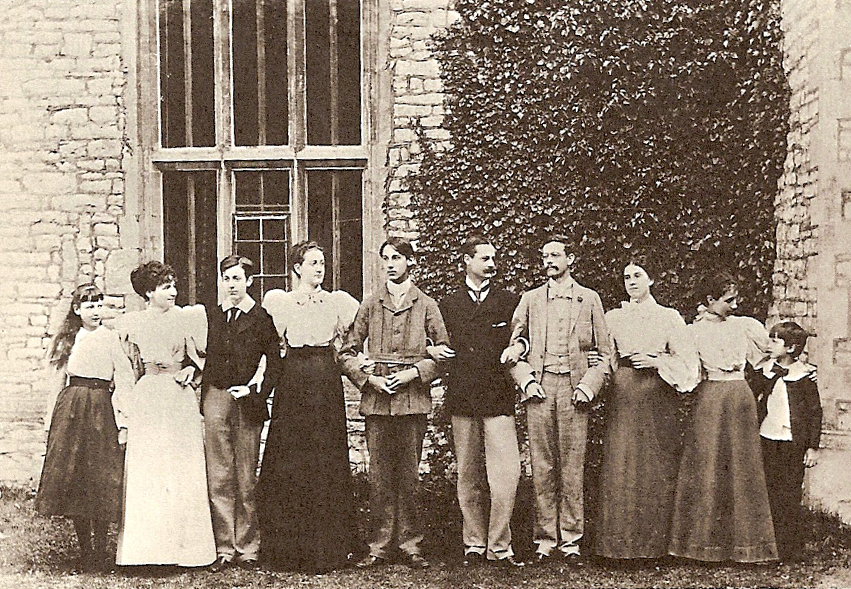
I figli di Sir Richard e Lady Strachey

Lady Strachey nacque come Jane Maria Grant sulla nave Earl of Hadwick al largo della costa del Capo di Buona Speranza il 13 marzo 1840. Suo padre era l'amministratore coloniale britannico Sir John Peter Grant e sua madre era Henrietta Chichele Plowden. Nel 1859 Strachey si sposò col segretario di suo padre Sir Richard Strachey, che aveva 23 anni in più di lei; col quale ebbe 13 figli, dieci dei quali sopravvissero fino all'età adulta: Lytton, James, Dorothea, Pernel, Oliver, Marjorie, Dick, Ralph, Philippa ed Elinor.

## Carriera

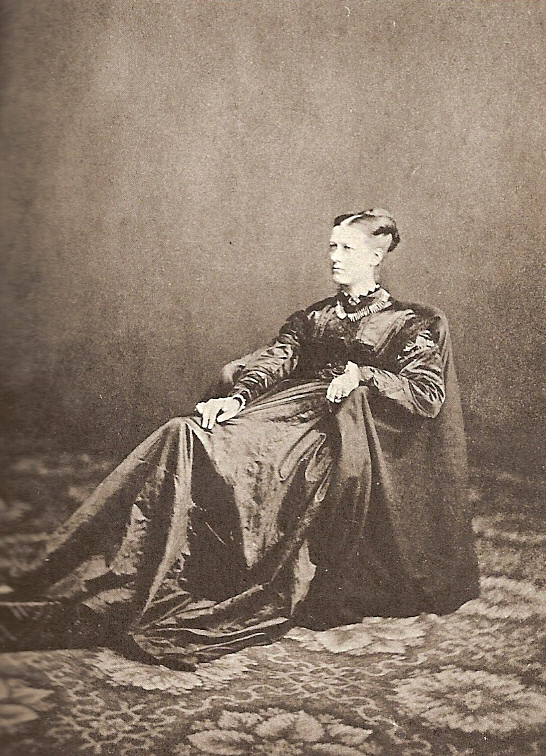
Lady Strachey da giovane

Strachey e il marito, nel 1866-1867 si trasferirono a Edimburgo, dove Lady Strachey iniziò a raccogliere firme per presentare una petizione al Parlamento per il diritto di voto delle donne. Il suo primo articolo sul suffragio femminile venne pubblicato dall'Edinburgh Ladies Debating Society sul The Attempt. Nel 1868 entrò a far parte della Edinburgh National Society for Women's Suffrage, ma poco dopo si trasferì in India con il marito, che fu nuovamente assegnato all'amministrazione coloniale britannica.
La coppia tornò a Londra nel 1879 e Strachey riprese il suo contributo per il suffragio universale. Era una sostenitrice attiva del New Hospital for Women, un'iniziativa che mirava a fornire un'assistenza medica alle donne povere. Nel 1909 divenne la presidente della filiale di Londra della Women's Local Government Society. Il suo lavoro ottenne successo quando un disegno di legge sponsorizzato da WLGS fu menzionato nel discorso del Re nel 1907.
Lady Strachey pubblicò anche due libri per bambini, nel 1887 e nel 1893. Scrisse anche Poets on Poets nel 1894, e lavorò alla traduzione inglese del De l'autre rive di Aleksandr Ivanovič Gercen.
Nel 1907, Lady Strachey venne eletta nel comitato esecutivo del National Union of Women's Suffrage Societies. Nel 1909 divenne membro del comitato editoriale dell'English Woman's Journal e venne eletta presidente del South Paddington Committee della London Society for Women's Suffrage. Le sue attività professionali diminuirono dopo la morte del marito nel 1909. Nel 1920 le fu offerta la direzione della Society of Women Writers and Journalists, che rifiutò.
Morì nel 1928. Virginia Woolf scrisse un ampio necrologio per raccontare il contributo di Lady Strachey al movimento delle donne. Un racconto su di lei e sulla sua famiglia è fornito nel libro Two Victorian Families di Betty Askwith.